# 예브게니 므라빈스키

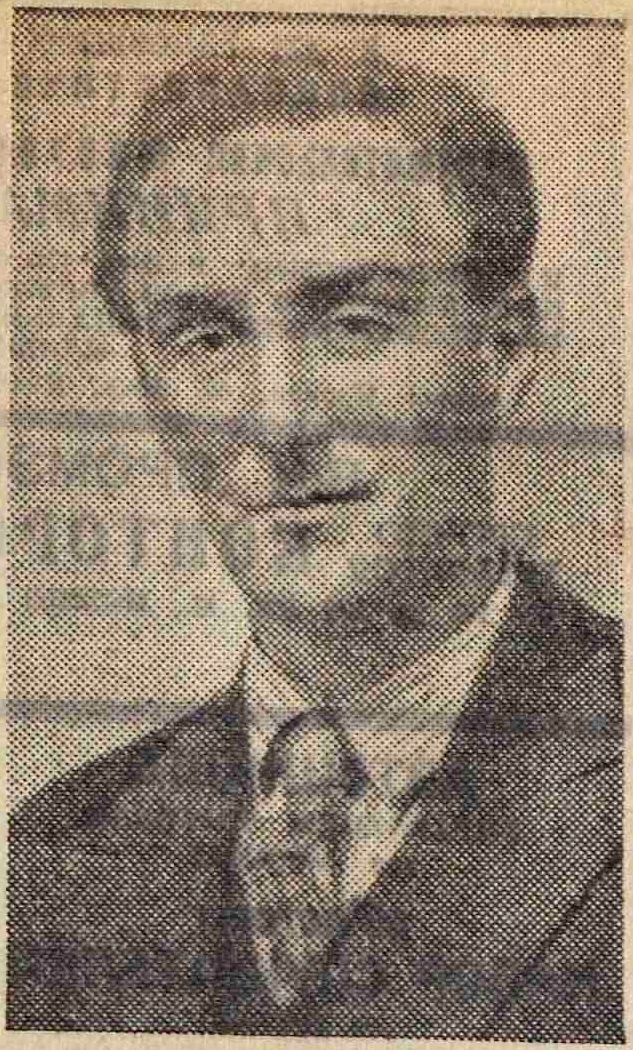

예브게니 알렉산드로비치 므라빈스키(러시아어: Евге́ний Алекса́ндрович Мрави́нский, 1903년 6월 3일 ~ 1988년 1월 19일)는 소비에트 연방의 지휘자이다.

## 삶과 경력
므라빈스키는 러시아 제국 상트페테르부르크에서 태어나 상트페테르부르크 음악원에 입학해 음악을 공부하기 전까지 대학에서 생물학을 공부하였다. 1923년부터 1931년 사이에 발레 보조자로 일한 바 있다. 첫 지휘 데뷔는 1929년이었다. 1930년대 동안 그는 키로프 발레와 볼쇼이 오페라에서 지휘자로 재직하였으며 1938년 9월에 전소련 지휘자 경연대회에서 우승하였다.
1938년 10월 레닌그라드 필하모닉 오케스트라의 음악 감독으로 취임했으며, 1988년까지 재직했으며 이 악단과 1931년 처음 지휘했다. 므라빈스키의 지휘 아래 레닌그라드 필하모닉 오케스트라는 특히 차이콥스키와 쇼스타코비치 같은 러시아 음악에 있어서 전설적인 명성을 얻게 되었다. 제2차 세계 대전 동안 예프게니와 레닌그라드 필하모닉 오케스트라는 시베리아로 피난한 적도 있다.
므라빈스키는 쇼스타코비치의 교향곡 6개를 세계 초연했다: 5, 6, 8번(므라빈스키에 헌정됨), 9, 10번과 마지막으로 1961년에 12번을. 1962년에는 그와의 관계가 틀어지면서 13번 교향곡 초연을 거절당했다.
또 그는 프로코피예프의 6번 교향곡을 그것이 작곡된 해인 1947년에 레닌그라드에서 초연했다.
그는 1938년부터 1961년 사이에만 스튜디오 녹음을 하였고, 1961년 이후의 음반은 모두 공연 실황을 담은 것들이다. 그의 마지막 녹음은 1984년에 있었던 쇼스타코비치 교향곡 12번의 공연 실황이었다.
므라빈스키의 첫 해외 공연은 1946년 프라하 봄 축제에서였으며 이후 1956년 6월에 서독, 동독, 오스트리아와 스위스에서 공연한 적이 있으며 영국에는 1960년 9월에 단 한 번 방문 공연하였다. 일본에는 1973년 5월에 처음 방문해 공연했다. 마지막 해외 공연은 1984년 서독에서였다.
1987년 3월 6일에 슈베르트 교향곡 8번과 브람스 교향곡 4번을 공연한 것이 그의 마지막 공연이었다.
1988년 1월 19일 소비에트 연방 레닌그라드에서 사망하였다.